# 天使在美国
《天使在美国》（又译《美国天使》，英文原名Angels in America: A Gay Fantasia on National Themes，简称Angels in America），是美国剧作家托尼·库士纳创作的一部共两部分的戏剧，後来又被改编为电视连续短剧和歌剧。

## 剧情概述
故事发生於20世纪80年代中期的纽约，《千禧年降临》的第一幕介绍了中心人物路易·爱恩森（Louis Ironson）。他是一名神经质的犹太人，与同性恋爱人HIV携带者普莱尔·沃尔特（Prior Walter）住在一起。普莱尔後来发现自己艾滋病病发，随着他病情的逐渐恶化，路易无法承受住巨大的情感压力便搬离了两人的共同住处。与此同时，在城市中另一方，有一位名为乔·皮特（Joe Pitt）的共和党律师，一位摩门教徒，在尽力压制自己的同性恋倾向。他的导师罗依·康给了他一次很大的升职机会，乔没有立即接受，接受这次升职意味着他和妻子得搬家，他得征求他的妻子的意见。他的妻子有安定药物依赖和旷野恐惧症，她拒绝搬迁。。罗伊本人也是未出柜的同性恋者，新进也被诊断为艾滋病。
随着剧情发展，普莱尔发现经常有鬼魂和天使来拜访他，还被这些人称为先知；乔在自己的宗教信仰和性取向的矛盾中痛苦挣扎；路易十分後悔抛弃了爱人，时刻受到良心的折磨；乔的妈妈汉娜（Hannah）得知儿子是同性恋後搬到纽约，要照顾儿媳；而罗依·康本人也是一位同志，因为艾滋病住进了医院，负责护理他的护士是一位名为伯利兹（Belize）的黑人同志，他是普莱尔的好友，原来从事过女装表演；最后，原来冷战时期因为罗依·康的幕後操纵而被美国司法处以极刑的共产党人艾瑟尔·罗森堡也化为鬼魂来報復他。
全剧充满了黑色幽默与悲剧色彩，对白极为出色，在一些需要特殊效果衬托的地方展现出很浓的戏剧风格。大多数演员都一人分饰几角，比如扮演普莱尔的护士的演员，也同时扮演美国天使。剧中对圣经和美国政治、经济、文化、种族、环境现象有非常多的引用，也有发生在南极和天堂的戏份，也涉及了旧金山的大地震与纽约中央公园中的毕士大（Bethesda）天使像。
很多观众与评论家都认为此剧是美国近年来最有影响力的戏剧之一。

## 制作历史
第一部分名为《千禧年降临》（Millenium Approaches），由Eureka Thretre Company of San Francisco於1991年5月上演，导演是David Esbjornson，由剧作者本人和长期合作伙伴Mark Taper Forum of Los Angeles共同改编。1992年1月，此剧於伦敦一家皇家国家剧院首演，导演是迪克蘭‧唐納倫，后来持续上演了一年。
第二部分名为《重建》（Perestroika），在第一部分上演时仍然在编写过程中。后来以读剧形式上演了几次，分别在Eureka Theatre（第一部分上演时）和Mark Taper Forum（1992年五月）登场。1992年11月，此部分在伦敦国家剧院首演，仍然由Declan Donnellan导演，於再版的《千禧年降临》同为保留换演剧目。
1993年此剧在百老汇首演，地点是Walter Kerr Theatre。5月《千禧年降临》上演，11月《重建》也加入了剧目中。
此剧两部分一共持续大约7小时长。

## 戏剧奖项

### 第一部「千禧年降臨」（Millennium Approaches）
- 1990 肯尼迪中心新美国戏剧基金会奖
- 1991 湾区戏剧评论家奖最佳戏剧
- 1991 国家艺术俱乐部Joseph Kesselring奖
- 1992 伦敦子夜标准奖最佳新晋戏剧
- 1992 伦敦戏剧评论家奖最佳新晋戏剧
- 1993 剧评人奖最佳戏剧
- 1993 纽约戏剧评论家奖最佳戏剧
- 1993 普利策奖戏剧奖
- 1993 托尼奖最佳戏剧

### 第二部「重建」（）
- 1992 肯尼迪中心新美国戏剧基金会奖
- 1992 洛杉矶戏剧评论家奖最佳新晋戏剧

最后，文学评论家Harold Bloom在1994年出版了一本有争议的书《The Western Canon》，书中他列举了自己认为文学史上最重要的一些作品，此剧就正好列在了最后一位。

## HBO的连续短剧
2003年，HBO电影台将此剧拍摄成为一部电视连续短剧，托尼·库士纳负责改编自己的剧本，迈克·尼克尔斯导演。HBO将此剧分为不同格式播出：大的部分有两个，分别三小时长，对应《千禧年降临》和《重建》两个部分，其中每一小时为一章，对应戏剧中某一两幕。前三章於12月7日首映，在全世界范围内都广受好评。《天使在美国》是2003年收视率最高的有线电视台电视电影/连续短剧类节目，并赢得了接下来的金球奖和艾美奖最佳连续短剧奖。

## 外部連結
- 百老匯網路資料庫（IDBD）上《Angels in America: Millennium Approaches》的资料（英文）
- 百老匯網路資料庫（IDBD）上《Angels in America: Perestroika》的资料（英文）